# پیمان می‌فلاور

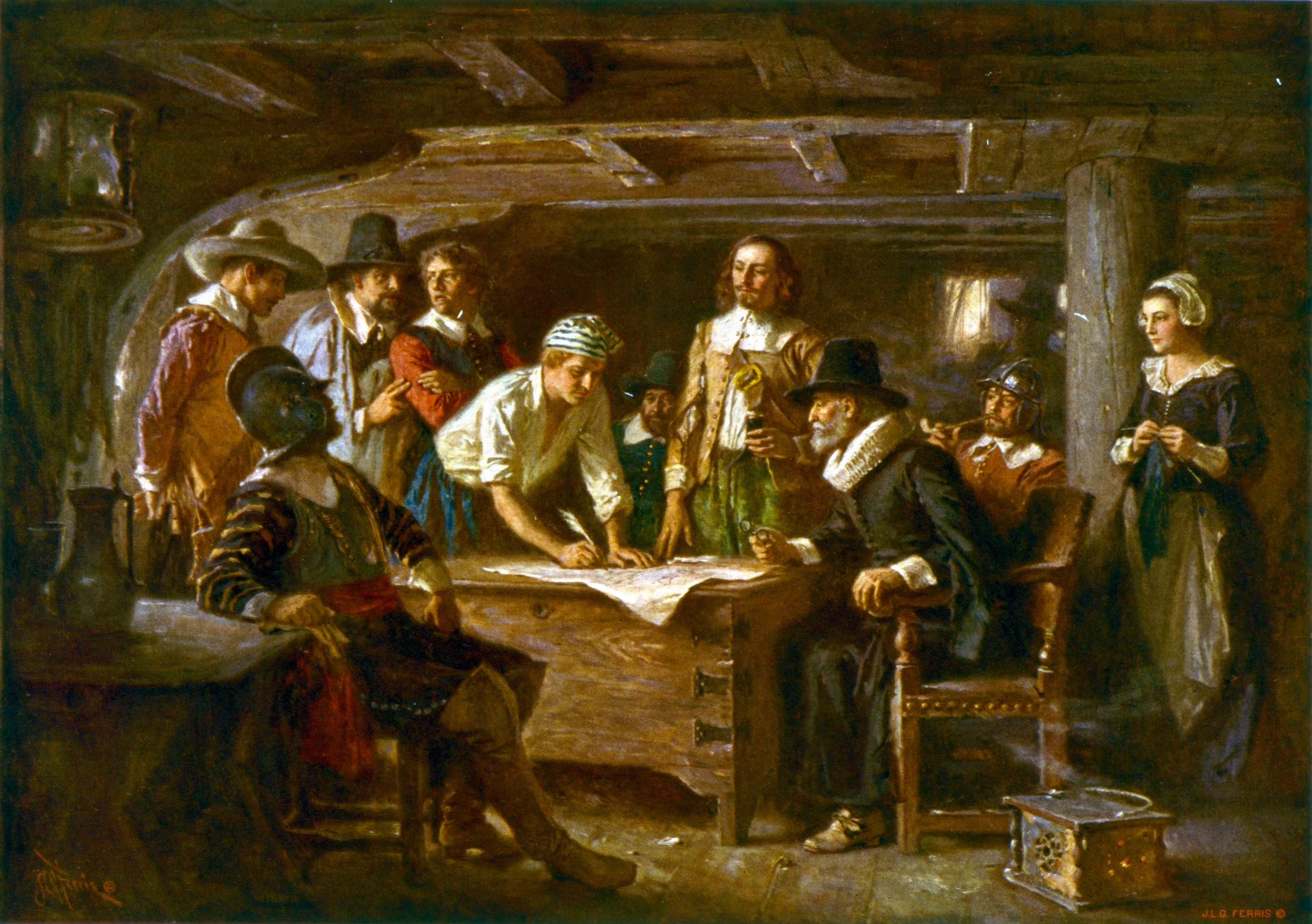
نقاشی ژروم از صحنه امضای پیمان می‌فلاور

پیمان می‌فلاور (به انگلیسی: Mayflower compact) یا توافق نامهٔ اولین ساکنان پلیموث جدید، نخستین سند حکومتی است که مهاجران اولیه اروپایی در قاره آمریکا تنظیم و امضا کردند.
گروهی از مهاجرین بریتانیایی در سپتامبر سال ۱۶۲۰ میلادی با کشتی می‌فلاور راهی آمریکا شدند. سرنشینان این کشتی را پیروان مذهب پیورتین، ماجراجوها و بازرگانان تشکیل می‌داندند. پیورتین‌ها از ظلم و ستم دربار جیمز یکم و رهبران کلیسای انگلیس در حال فرار بودند.
این افراد با هدف ایجاد حکومت مذهبی و فارغ از قید و بندهای اشراف و دربار راهی دهانه خلیج هادسن در مستعمره ویرجینیا شدند تا در گوشه‌ای دنج، «شهری بر روی تپه» که انجیل وعده آن را داده بود، بسازند.
اما طوفان، کشتی می فلاور را به سوی شمال و سرزمین ناشناخته‌ای هدایت کرد. این کشتی سرانجام در ۲۱ دسامبر به مکانی رسید که بعدها ماساچوست نام گرفت. ۴۱ نفر از ۱۰۱ مسافر این کشتی پیش از پیاده شدن به ساحل، پیمانی با یکدیگر بستند که بر مبنای آن مساوات میان افراد و نفی هرگونه حکومت و تشکیلات اداری در سرزمین جدید را تضمین می‌کرد. بدین ترتیب کشتی می‌فلاور با خود علاوه بر مذهب  پیورتینی، مساوات و نفی تشکیلات اداری را وارد سرزمین آمریکا کرد. بعدها مهاجرین انگلیسی با تلفیق روحیه مساوات طلبی و نفی حاکمیت دربار انگلیس با شیوه شورایی، نوع جدیدی از حکومت را در آمریکا به وجود آوردند که نهایتاً به استقلال این سرزمین از بریتانیا انجامید.
ُسرنشینان کشتی می‌فلاور در هنگام پا گذاشتن به ساحل، پیمانی را میان خود امضا کردند که در آن نوشته شده بود:
«ما امضاکنندگان زیر که برای تجلیل از پروردگار و بسط عقاید عیسویت و تحصیل افتخار برای وطن، اولین کوچ نشین را در این سواحل دور افتاده تشکیل می‌دهیم، بر طبق این قرارداد با موافقت کامل، رسماً تعهد می‌نماییم که به منظور اداره و تنظیم روابط و اقدام و مجاهدت برای نیل به مقاصدی که داریم، جامعه سیاسی واحدی تشکیل دهیم. همچنین به موجب این قرارداد متعهد می‌شویم که قوانین و مقررات و احکامی عادلانه وضع نموده و در صورت لزوم به تأمین محاکمی همت گماریم که بهتر در این هدف بکوشند و از هم‌اکنون اطاعت و انقیاد خود را در مقابل آرایی که این محاکم صادر می‌نمایند، اعلام می‌داریم.